# غراند كوتيو (لويزيانا)
غراند كوتيو (بالإنجليزية: Grand Coteau, Louisiana)‏ هي معلم جغرافي تقع في الولايات المتحدة في لويزيانا. يقدر عدد سكانها بـ 1,040 نسمة .

## الموقع الجغرافي
الموقع الجغرافي للمناطق المحيطة بهذه النقطة هو كالتالي: